# Pool Paradise
Pool Paradise, anche presentato come Archer Maclean Presents Pool Paradise, è un simulatore di biliardo multipiattaforma uscito il 30 giugno 2004, disponibile su Windows, PlayStation 2 e GameCube. È noto per le sue ambientazioni tropicali, che lo rendono diverso dalle altre simulazioni di biliardo; si può infatti giocare una partita su una bella spiaggia caraibica.
Si può giocare in 10 tavoli da biliardo diversi con 11 tipi di regole diverse e 5 modalità di gioco.